# Duisburg
Duisburg (udtale [dyːsbʊʁk]) er en storby vest for Ruhrområdet i Tyskland, beliggende i delstaten Nordrhein-Westfalen, nord for Düsseldorf. Pr. 2018-12-31 bor der 498590 indbyggere i byen. Duisburg ligger ved floden Rhinen. Navnet udtales [dy:sburk].
Duisburgs havn er den største indlandshavn i Europa.